# Micky
Miguel Ángel Carreño Schmelter (Madrid, 20 oktober 1943), beter bekend als Micky, is een Spaans zanger.

## Biografie
Micky startte zijn muzikale carrière in 1962 als zanger van Micky y Los Tonys. Samen met zijn band bracht hij vijf albums uit. In de jaren zeventig begon hij zich toe te spitsen op solowerk. Hij vertegenwoordigde Spanje op het Eurovisiesongfestival 1977. Met het nummer Enséñame a cantar eindigde hij op de negende plek.